# Invite Your Eye
Invite Your Eye ist ein Album von İlhan Erşahin, Dave Harrington und Kenny Wollesen. Die wohl 2019/2020 entstandenen, aber dann stark nachbearbeiteten Aufnahmen erschienen im März 2022 auf Nublu Records.

## Hintergrund
İlhan Erşahin, Dave Harrington und Kenny Wollesen lassen sich bei ihrem neuen Projekt Invite Your Eye von einem dem Down Beat zufolge „unbestreitbar coolen kulturellen Prüfstein“ inspirieren. Im Film Der Tod kennt keine Wiederkehr von Robert Altman aus dem Jahr 1973 war Elliott Gould als Philip Marlowe zu sehen, ein Detektiv, der durch die Straßen von Los Angeles streift. Der Originalsoundtrack des Films vom Hollywood-Komponisten John Williams enthielt zehn verschiedene Versionen des Titelsongs – ein ganz zeitgemäßes Verfahren – und setzte ihn als Popgesang, Tango, Mariachi, Sitarstück, Barpianomelodie Bebop-Nummer, Fusion, Fahrstuhlmusik und eine Lounge-Sänger-Routine um.
Dieses Projekt begann in einer nächtlichen Jamsession zwischen den drei Musikern an einem Abend im Sommer 2019 im Studio Figure 8 Recording in Brooklyn – weit weg vom kalifornischen Schauplatz des Films. Harrington brachte diese Aufnahmen dann in sein Studio in Los Angeles und baute sie neu auf; dabei fügten die drei Overdubs hinzu und schufen aus den rohen Improvisationen studiobasierte Kompositionen. Harrison sagte, das Endergebnis sei ein Bild „des imaginären Los Angeles des Geistes, in dem ich zu leben versuche: ein Ort, an dem das Psychedelische sowohl inspirierend als auch unheimlich sein kann und an dem Möglichkeit und Realität in ständigem Wettbewerb und Gespräch stehen.“

## Titelliste
- Ilhan Ersahin/Dave Harrington/Kenny Wollesen: Invite Your Eye (Nublu)[2]

1. And It Happens Everyday 7:30
2. Dusty Village 8:51
3. Even as You Smile 3:06
4. Invite Your Eye 5:00
5. The Long Goodbye (Part 1) 3:40
6. What All the Books Say 5:58
7. Wreck the Study 3:28
8. The Long Goodbye (Part 2) 2:44

## Rezeption

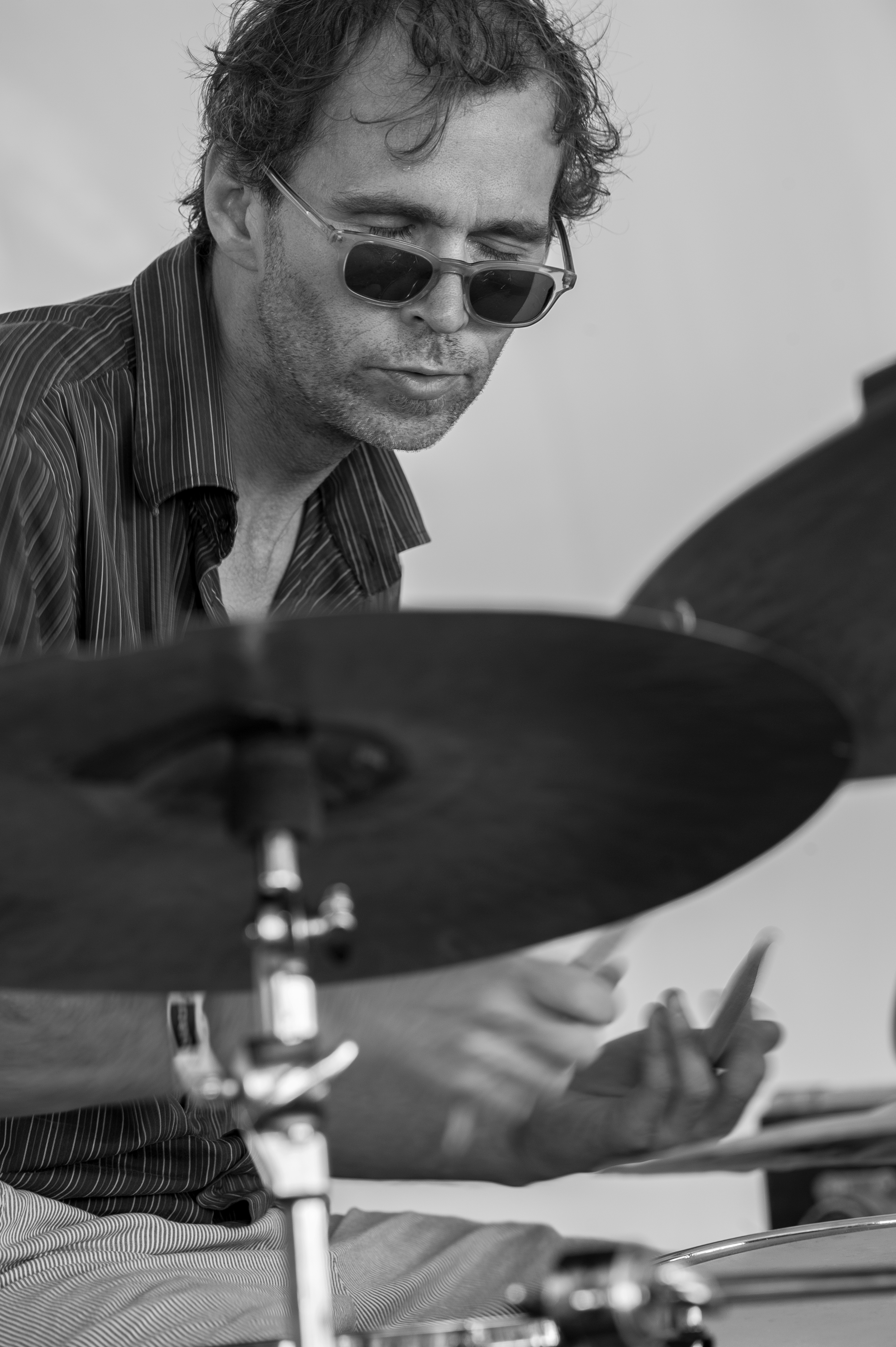
Kenny Wollesen (2008)

Ersahins flüssiges Spiel sei eine Konstante auf den acht Tracks, die sich auf unterschiedliche Weise von Funk über Krautrock bis hin zu Noir-Electronica bewegten, schrieb Andy Cush in Pitchfork Media. Aber die üppige Atmosphäre und der collagierte Kompositionsansatz des Albums dürften jedem Anhänger von Harringtons Projekten bekannt sein: Darksides flackernde Psycho-Odyssee oder die Elektro-Jazz-Miniaturen seines 2019 erschienenen Albums Pure Imagination, No Country. Harrington nutzte die Live-Ensemble-Aufnahmen des Trios als Rohmaterial für die Bearbeitung und Verschönerung, ähnlich wie Teo Macero es mit den Alben von Miles Davis in den 1970er-Jahren getan habe. Harrington beherrsche diese Art des Bastelns sehr gut: Als rein klangliches Erlebnis sei „Invite Your Eye“ spektakulär. „Selbst in den gelegentlichen dissonanten Momenten ist dies luxuriöse Musik; man hört nicht so sehr zu, sondern badet darin“.
Was „Invite Your Eye“ am meisten von „The Long Goodbye“ übernimmt, ist die Stimmung, urteilte Daniel Margolis im Down Beat. Der Film sei im wahrsten Sinne des Wortes absichtlich düster gehalten, da ein Großteil der Handlung nachts stattfinde. Die Musik des Albums passe dazu – der Opener „And It Happens Every Day“ mit seinem langsamen, nachdenklichen Saxophon erinnere an ein Leben voller Ziele auf der Straße. An anderen Stellen des Projekts würden Ersahin, Harrington und Wollesen ein wenig ins Grübeln geraten, wie zum Beispiel bei „Wreck the Study“, wo eine schlüpfrige Slide-Gitarre über eine überzeugende Abwechslung hinwegarbeite, bevor das Ganze wie zufällig auseinanderfalle, bevor es in einem besinnlicheren Tempo weitergeht. Ihr neunminütiger Slow-Burn „Dusty Village“ hingegen sei ein ganz anderes Kaliber.
Der Saxophonist Ilhan Ersahin sei dabei, einen neuen Sound zu schmieden, meint John Garratt (Pop Matters). Seine Jams mit dem Gitarristen Dave Harrington und dem Perkussionisten Kenny Wollesen hätten einige höchst einzigartige Ergebnisse hervorgebracht. Fairerweise müsse man sagen, dass die Mischung aus Ambient-Jazz und experimenteller Bühnenmusik dieses Trios nicht ganz ohne Beispiel ist. Man kann schwache Echos von Bill Frisell, Tortoise und Rudresh Mahanthappa hören. Aber Ersahins Trio habe einen kreativen Weg gefunden, all diese Elemente und wahrscheinlich noch viele weitere in einem einzigen Sound zu synthetisieren, der nie überladen klinge. Jazz? Klar, aber die Musik sei ebenso sehr „Nicht-Jazz wie Jazz, sofern das überhaupt einen genauen Überblick über die Lage gibt“.